# 北京科学技术出版社
北京科学技术出版社（英語：Beijing Science and Technology Press），是中华人民共和国的一个出版社，总部位于北京市西直门南大街16号。
1981年10月成立，是北京市科学技术委员会领导的地方综合性科技出版社。主要出版书籍包括有自然科学基础知识、医药卫生知识和应用技术类读物，以及国内外科技专著和科技工具书。